# Mekaniker (søværnet)
 Denne artikel omhandler mekanikere i Søværnet. Opslagsordet har også en anden betydning, se Mekaniker.
Mekaniker-gruppen i Søværnet, er en civil tjenestegruppe uden for militær grad. Ansatte i mekanikergruppen var oprindeligt mine- og torpedomekanikere, men med tiden er også auto- og lastvognsmekanikere kommet ind i mekanikergruppen.
Ansatte i mekanikergruppen bærer i lighed med marinespecialister jakke, slips og kasket — i modsætning til marinekonstabler og marineoverkonstabler der bærer den stereotype sømandsuniform med rundhue (á la Anders And).
Ansatte i mekanikergruppen er alle tjenestemænd. Minedykkere, der demonterer undersøiske sprænglegemer (søminer, sennepsgasbomber og andre ting i havet, primært fra 1. og 2. verdenskrig) var tidligere udelukkende fra mekanikergruppen.
Mekanikergruppen er nu en lukket personalegruppe, hvilket vil sige at man ikke længere ansætter nye mekanikere i gruppen, de mekanikere der er i gruppen fortsætter på uændrede vilkår indtil hjemsendelse. Nyansatte mekanikere i Søværnet bliver nu ansat på militære vilkår i konstabelgruppen.

## Distinktioner
| Grad                     | Distinktion |
| ------------------------ | ----------- |
| mekaniker                |             |
| overmekaniker af 2. grad |             |
| overmekaniker af 1. grad |             |
| seniormekaniker          |             |